# العلاقات الهندية الشمال مقدونية
العلاقات الهندية الشمال مقدونية هي العلاقات الثنائية التي تجمع بين الهند وشمال مقدونيا.

## مقارنة بين البلدين
هذه مقارنة عامة ومرجعية للدولتين:
| وجه المقارنة                                              | الهند                       | شمال مقدونيا                                               |
| --------------------------------------------------------- | --------------------------- | ---------------------------------------------------------- |
| المساحة (كم2)                                             | 3.29 مليون                  | 25.71 ألف                                                  |
| عدد السكان (نسمة)                                         | 1.35 مليار                  | 2.08 مليون                                                 |
| الكثافة السكانية (ن./كم²)                                 | 410.33                      | 80.9                                                       |
| العاصمة                                                   | نيودلهي                     | إسكوبية                                                    |
| اللغة الرسمية                                             | اللغة الهندية، لغة إنجليزية | اللغة المقدونية، اللغة الألبانية                           |
| العملة                                                    | روبية هندية                 | دينار مقدوني                                               |
| الناتج المحلي الإجمالي (بليون دولار)                      | 2.60 تريليون                | 11.34 مليار                                                |
| الناتج المحلي الإجمالي (تعادل القوة الشرائية) بليون دولار | 8.00 تريليون                | 29.26 مليار                                                |
| الناتج المحلي الإجمالي الاسمي للفرد دولار أمريكي          | 1.60 ألف                    | 4.85 ألف                                                   |
| الناتج المحلي الإجمالي للفرد دولار أمريكي                 | 5.70 ألف                    | 16.25 ألف                                                  |
| مؤشر التنمية البشرية                                      | 0.609                       | 0.747                                                      |
| رمز المكالمات الدولي                                      | +91                         | +389                                                       |
| رمز الإنترنت                                              | .in، .भारत ‏، .بھارت ‏،        | .mk                                                        |
| المنطقة الزمنية                                           | ت ع م+05:30، توقيت الهند    | توقيت وسط أوروبا، ت ع م+01:00، ت ع م+02:00، أوروبا/سكوبيه ‏ |

## منظمات دولية مشتركة
يشترك البلدان في عضوية مجموعة من المنظمات الدولية، منها:
| علم المنظمة | اسم المنظمة                        | تاريخ انضمام الهند | تاريخ انضمام شمال مقدونيا |
| ----------- | ---------------------------------- | ------------------ | ------------------------- |
|             | يونسكو                             | 4 نوفمبر 1946      | 28 يونيو 1993             |
|             | مؤسسة التمويل الدولية              | 20 يوليو 1956      | 25 فبراير 1993            |
|             | منظمة حظر الأسلحة الكيميائية       | ?                  | ?                         |
|             | مؤسسة التنمية الدولية              | 24 سبتمبر 1960     | 25 فبراير 1993            |
|             | منظمة التجارة العالمية             | 1995               | ?                         |
|             | وكالة ضمان الاستثمار متعدد الأطراف | 6 يناير 1994       | 19 مارس 1993              |
|             | الاتحاد البريدي العالمي            | ?                  | ?                         |
|             | منظمة الشرطة الجنائية الدولية      | ?                  | ?                         |
|             | الأمم المتحدة                      | 30 أكتوبر 1945     | 8 أبريل 1993              |
|             | الاتحاد الدولي للاتصالات           | 1869               | 4 مايو 1993               |
|             | البنك الدولي للإنشاء والتعمير      | 27 ديسمبر 1945     | 25 فبراير 1993            |

## وصلات خارجية
- موقع وزارة الخارجية الهندية